# بيتر أير
بيتر أير (بالإنجليزية: Peter Eyre)‏ هو ممثل بريطاني، ولد في 11 مارس 1942 في نيويورك في الولايات المتحدة.

## وصلات خارجية
- بيتر أير على موقع IMDb (الإنجليزية)
- بيتر أير على موقع روتن توميتوز (الإنجليزية)
- بيتر أير على موقع ألو سيني (الفرنسية)
- بيتر أير على موقع أول موفي (الإنجليزية)
- بيتر أير على موقع قاعدة بيانات برودواي على الإنترنت (الإنجليزية)
- بيتر أير على موقع قاعدة بيانات الأفلام السويدية (السويدية)
- بيتر أير على موقع قاعدة بيانات الفيلم (الإنجليزية)
- بيتر أير على موقع كينوبويسك (الروسية)